# LEECH
「LEECH」（リーチ）は、the GazettEの楽曲。流鬼が作詞、the GazettEが作曲を手掛けた。the GazettEの13枚目のシングルとして2008年11月12日にキングレコードから発売された。

## 概要
タイトルの「LEECH」とはヒルのこと。このシングルの収録曲は、先にファンクラブ限定ツアーで発売前に演奏されており、着うたダウンロードサイト「Music.jp」においても、先行配信されている2008年11月12日付オリコンデイリーチャートでは初の1位を獲得した。
初回特典は「LEECH」PV付属。特殊パッケージ（スーパージュアルケース仕様）である。11月15日には新宿駅前でシークレットライブを行った、だが披露したのは本作と「Filth in the beauty」の2曲だけである。（警察の要請により、会場側がこれ以上の続行は危険だと判断したためである。）

## 収録曲
1. LEECH 
（作詞:流鬼/作曲:the GazettE）
RUKI原曲。
2. DISTORTED DAYTIME 
（作詞:流鬼/作曲:the GazettE）
麗原曲。
3. HOLE 
（作詞:流鬼/作曲:the GazettE）
葵原曲。
「LEECH-Auditory Impression-」のみに収録。